# Frank Lubin
Frank John Lubin (en lituanien : Pranas Lubinas), né le 7 janvier 1910 à Los Angeles, décédé le 8 juillet 1999 à Glendale en Californie, était un joueur et entraîneur de basket-ball américain d'origine lituanienne.

## Biographie
Lubin est né à Los Angeles, Californie dans une famille d'immigrants lituaniens. Il étudie à UCLA, puis entame une carrière de joueur amateur dans des tournois AAU durant près de 30 ans. En 1997, il est intronisé au UCLA Hall of Fame. Il joua également pour l'équipe de basket-ball de la Twentieth Century Fox.
Lubin devient champion olympique avec l'équipe des États-Unis en 1936 à Berlin, puis champion d'Europe avec l'équipe de Lituanie en 1939 à Kaunas. En 1937, Lubin avait été élu MVP de l'Euro. Il est souvent nommé le « Grand-père du basket-ball lituanien » en tant que promoteur de ce sport en Lituanie, en ayant aidé la Lituanie à remporter son second titre consécutif de championne d'Europe.